# Cultura Aldy-Bel
La cultura Aldy-Bel es una cultura de la Edad del Hierro de los nómadas de los caballos escito-siberianos del área de Tuvá, situada al sur de Siberia, que data de los siglos VII al III a. C.
A. D. Grach e I. U. Sambu han identificado los monumentos a la cultura Aldy-Bel y han publicado sus hallazgos en 1971. La cultura lleva el nombre del yacimiento del kurgán de Aldy-Bel I. Más de 30 complejos de entierro kurgán se identifican dentro de la cultura Aldy-Bel. 
Es una continuación de la cultura nómada Pazyryk de las zonas del macizo de Altái, al sur de Siberia. 
Los monumentos de la cultura Aldy-Bel son sincrónicos y, en muchos aspectos, similares a los de la cultura Mayemir de la región de Altái y la cultura Tasmola de Kazajistán central. La extensión geográfica abarca la orilla derecha del río Yenisei, al sur de la cresta de Uyuk, el río Khemchik, al fondo del Cañón de Sayan y el oeste de los Sayanes. Tipológicamente, los monumentos son adyacentes a los entierros de kurganes similares de diferentes zonas de Tuvá. 
D. G. Savinov teoriza que, a fines del siglo VIII o principios del siglo VII a. C., el pueblo Aldy-Bel formaba parte de la unión tribal Arzhan que formaba la cultura Aldy-Bel y estaba dirigida por una dinastía gobernante. El kurgán real de Arzhan está situado en la región meridional de la cresta de Uyuk y está conectado por los pasajes con la zona principal de la cultura Aldy-Bel. Es probable que la proximidad de las tribus Aldy-Bel explique las relaciones étnicas cercanas entre los pueblos Arzhan y Aldy-Bel. Después de la caída de la alianza tribal de Arzhan, el pueblo Aldy-Bel mantuvo su independencia durante mucho tiempo, al menos a lo largo de los siglos VII y VI a. C.; pero, debido a las peculiaridades de su organización social, no surgió ningún estrato dominante de la élite similar a la dinastía Arzhan.

## Entierros de kurganes
La cultura Aldy-Bel es conocida por sus kurganes. Son montículos redondeados u ovalados de cantos rodados o fragmentos de roca con piedras más grandes en la base, que miden entre 8 y 12 m de ancho y 1 m de altura en promedio, agrupados en pares o, en algunos casos, tríos, ubicados uno junto al otro a lo largo de un eje norte-sur. Por lo general, hay varios entierros en un kurgán, hasta siete o más: un entierro central en una caja de bloques de piedra maciza, con otras tumbas de personas más jóvenes y niños en piedras más pequeñas o cajas de madera en los lados, excepto en el lado este. Las tumbas están cubiertas con losas de piedra. 
Los kurganes contienen tipos mixtos de tumbas, con troncos, cajas de piedra y casetas. Los entierros son, en su mayoría, solitarios. Los enterrados se colocan en una posición agachada, predominantemente en el lado izquierdo. El entierro principal está orientado con su cabeza hacia el oeste, los otros pueden desviarse un poco según su ubicación en el kurgán. Una característica típica es la colocación de arneses de caballos al lado del pozo central de entierro; pero, a diferencia de los monumentos del período Arzhan, por regla general, no hay entierros para los caballos que los acompañan.
Los llamados «bigotes de kurgán» con curvas de piedra, más típicos de los primeros nómadas de Kazajistán, también se conocen en Tuvá. Las estructuras de piedra con tapas esféricas en los extremos de los «bigotes» de Kazajistán son análogas a las estructuras de superficie de los de la cultura Aldy-Bel de Tuvá. Algunos kurganes no perturbados contienen cercas y piedras de venado bien conservadas in situ, con un excelente conjunto de artefactos similares a otros monumentos de Altái, que también establecen una relación entre los monumentos Aldy-Bel con los de la cultura Tasmolin del centro de Kazajistán.

## Arte
El arte Aldy-Bel representa imágenes de animales en posición de puntillas y composiciones de figuras entrelazadas en forma de «imagen misteriosa». El complejo de arte Aldy-Bel es numeroso y variado, más típico de la época escita temprana, lo que refleja una tradición cultural muy estable. Entre esos rasgos artísticos se encuentran marcas de tipo pezuña que ascienden a la época escita temprana y existen en las culturas nómadas de Asia Central, Kazajistán central y la cultura Aldy-Bel.

## Población
La población de Aldy-Bel se estudió de forma craneológica, odontológica y genética, lo que permitió a los investigadores rastrear la población y sus cambios en el tiempo. En términos de antropología física, la población de sustrato de la cultura Aldy-Bel que vivía en las regiones montañosas de los macizos de Altái y Sayan (Tuvá central) pertenecía a la comunidad autóctona denominada nómadas primitivos, un continuo de los primeros pueblos nómadas de Siberia y las tierras esteparias de Eurasia Central desde la cuenca del río Tarim hasta el Mar Negro. Este sustrato asciende a la formación antropológica de Eurasia meridional, un antiguo tipo morfológico de Eurasia de la zona de transición del sur de Eurasia. Es probable que se haya formado como resultado de una temprana migración del Viejo Europa (cromagnoide) que asimila un antiguo sustrato siberiano, y a menudo se la asocia con la propagación de las lenguas urálicas. Esta formación antropológica de Eurasia meridional se describe como: 

«una forma meso-braquicraniana de cráneo de altura media, con una combinación compleja de proporciones mongoloides y caucasoides de partes craneales, aplanamiento moderado de la parte facial de altura media, puente nasal alto con protuberancia moderada de los huesos nasales sobre la línea general del perfil de la cara ortognática».

 En la segunda mitad del siglo VI a. C., se sumó un nuevo componente de la raza caucásica, con ascendencia genética a la población de pastores de caballos de las regiones septentrionales de Asia Menor y las regiones meridionales de Asia Central, a la población del sustrato de los montes de Altái. En la etapa final de la cultura Aldy-Bel, en los siglos IV y III a. C., se sumó un componente asociado con el entorno de la población sármata primitiva a la población Aldy-Bel, y, al final del siglo III a. C., hay un notable impulso de las poblaciones de la China septentrional en la zona.

## Culturas relacionadas
Además del parentesco con las culturas vecinas Mayemir y Tasmolin, se aprecian, más hacia el oeste, muchas similitudes artísticas y estructurales con la cultura Aldy-Bel, hasta los complejos de Tagisken y Uygarak en Asia Central. 
Según D. G. Savinov, la amplia región comprendida entre el centro de Kazajistán y el río Yeniséi se vio afectada por migraciones no detectadas en las pruebas arqueológicas, principalmente de oeste a este. Una parte de esa población, sobre todo la de la cultura de Tasmolin, se fusionó con la cultura emergente Aldy-Bel.